# Gustav Kielblock
Gustav Kielblock (* 11. Januar 1843 in Franzburg bei Stralsund (Pommern); † 17. Mai 1917 in Lichtenberg bei Berlin) war ein einflussreicher Kommunalpolitiker in der Gemeinde beziehungsweise der späteren Stadt Lichtenberg.

## Leben
Gustav Kielblock war gelernter Schornsteinfeger und wohnte seit 1879 in Lichtenberg, in der damaligen Frankfurter Chaussee 118. Später wurde er Obermeister der Schornsteinfegerinnung. Er war Mitglied der konservativen Partei und des konservativen Volksvereins im Kreis Niederbarnim. Seit 1887 hatte Kielblock mehrere Ehrenämter inne: zunächst wurde er am 14. November 1887 als Vertreter in die Gemeindeverwaltung Lichtenberg gewählt. Das Amt, das man auf sechs Jahre innehatte, trat Kielblock am 1. Januar 1888 an. Bereits drei Jahre später wählten ihn die Lichtenberger auch als Gemeindeschöffen. In diesen Ämtern wurde er mehrfach wiedergewählt.
Weitere kommunale Aufgaben übernahm Kielblock ab 27. Juli 1907 im Kanalisationsverbandsausschuss und ab 1908 als unbesoldeter Stadtrat. Im gleichen Jahr wurde er Mitglied des Magistrats in folgenden Arbeitsausschüssen:
Stadtausschuss (ab 26. März 1908), Sparkassenvorstand (7. April 1908), Schuldeputation (ab 12. Mai 1908), Park- und Friedhofsdeputation sowie Feuerlöschdeputation (beides ab 15. Mai 1908) und Krankenhausbau-Deputation (ab 8. Juni 1908). Für folgende Ressorts wählte man Kielblock als Vorsitzenden: Deputation für die Städtischen Werke (ab 15. Mai 1908) sowie Deputation für die Verwaltung des Rieselgutes (ab 1912).
Es lässt sich somit feststellen, dass Kielblock mit seinen zahlreichen Ehrenämtern, die er insgesamt 25 Jahre für die Gemeinde beziehungsweise die junge Stadt Lichtenberg auf zahlreichen Gebieten ausübte, die Entwicklung zum Beginn des 20. Jahrhunderts entscheidend mitbestimmt hat. Er wurde zum ersten Ehrenbürger von Lichtenberg ernannt.
1912 wurde Kielblock, zusammen mit August Kloster, durch Beschluss des Magistrats und der Stadtverordneten-Versammlung erster Stadtältester von Lichtenberg. Das war ein Ehrenamt, für welches besonders kunstvolle Stadtältestendiplome angefertigt wurden.

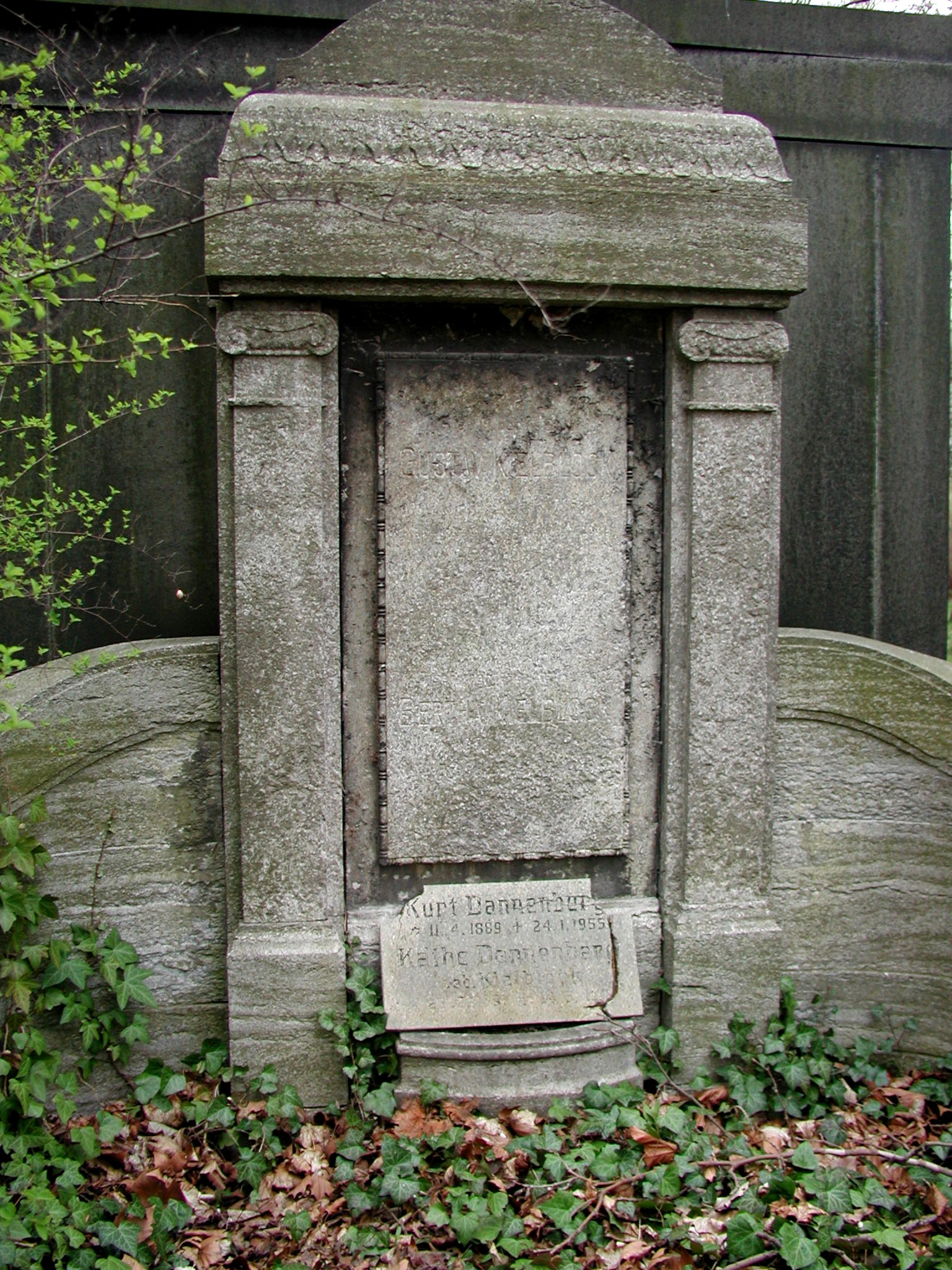
Der Grabstein der Familie Kielblock im Jahre 2007

Nachdem Kielblock 1917 gestorben war, wurde im großen Saal des Cecilien-Lyzeums in Lichtenberg, Rathausstraße (heutige Oberschule am Rathaus) eine Trauerfeier mit zahlreichen Gästen abgehalten. Die Trauerrede hielt Oberbürgermeister Oskar Ziethen. Außerdem wurde ein gemeinsamer Nachruf des Magistrats veröffentlicht, den auch Kurt Dannenberg als Stadtverordneten-Vorsteher unterzeichnet hatte.
Kielblock wurde auf dem 1886 angelegten Friedhof Wagnerplatz (= landeseigener Friedhof Lichtenberg in der Gotlindestraße/Plontzstraße/Bornitzstraße) beigesetzt. Seine Grabstätte wurde zum Ehrengrab erklärt. Die Stellung als Ehrengrab ist am 31. Dezember 1995 abgelaufen. Der gesamte – 1971 für Beisetzungen geschlossene – Friedhof ist jedoch ein eingetragenes Gartendenkmal.

## Ehrung
Die ehemalige Straße 70 (nur einige Meter lang und den Zugang zum Stadtpark Lichtenberg bildend) erhielt um 1915 den Namen Kielblockstraße.